# 楊繼宗
楊繼宗（1426年—1488年），字承芳，山西陽城人。明朝政治人物，官至雲南巡撫。

## 生平
天順元年（1457年）中進士，授刑部主事。整理刑事卓有功績。成化初年（年）因王翺薦，擢嘉興府知府，赴任時只有一位僕人隨從，其性格剛廉孤峭，問百姓疾苦。當時太監問起索賄，其不允。汪直欲見，楊繼宗不理。明憲宗問汪直：“朝覲官孰廉？”汪直則稱：“天下不愛錢者，惟楊繼宗一人耳。”九年之後，他升為浙江按察使，屢次與中官張慶忤辯。恰逢張慶兄張敏在朝中，屢次在明憲宗面前詆毀楊繼宗，憲宗說：“得非不私一錢之楊繼宗乎？”張敏惶恐，遺書其弟收斂。楊繼宗母喪，只帶一仆、書數卷而還。服除，以右僉都御史巡撫順天，隨後升爲雲南副使。明孝宗繼位后，升任湖廣按察使。之後以左僉都御史巡撫雲南，不久去世。
楊繼宗為人力持風節，而居心慈厚，自處以禮。在任浙江按察使期間，月俸送至，命量之，溢者退還。當其為鄉試監考官時，閱讀兩人答卷后，穿朝服再拜稱：“這兩人當大魁天下，我為朝廷得此兩人慶賀。”拆卷后，為王華、李旻兩人，之後果然相繼中狀元。時人紛紛欽佩其鑒才之能。天啟初年（年）謚貞肅。